# 茲拉塔里察市鎮

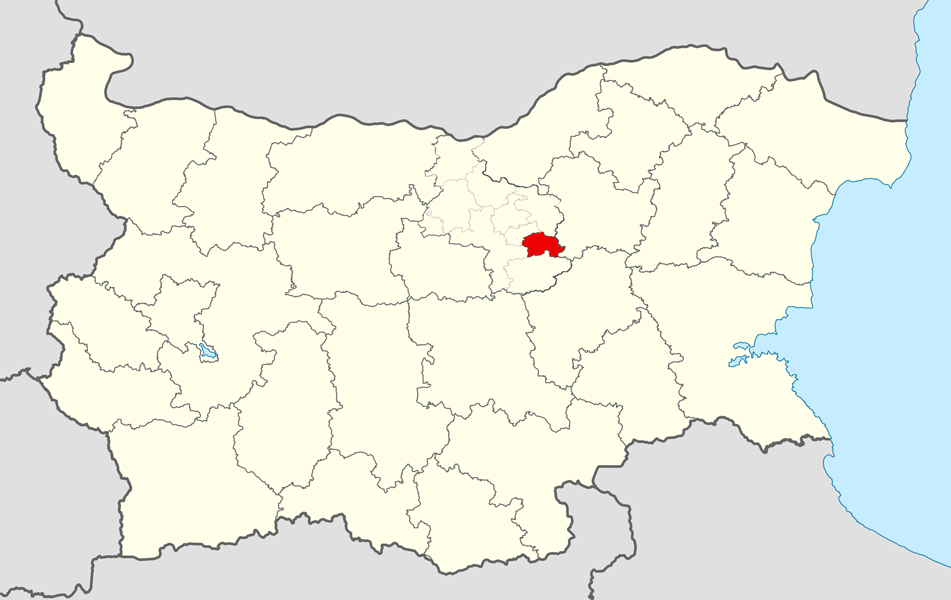

43°2′N 25°54′E / 43.033°N 25.900°E
茲拉塔里察市鎮，是保加利亞中北部大特爾諾沃州的市鎮，行政中心为茲拉塔里察，面積232.67平方公里，2009年人口4,636，人口密度每平方公里19.9人。